# Litouws basketbalteam (vrouwen)
Het Litouws nationaal basketbalteam is een team van basketballers dat Litouwen vertegenwoordigt in internationale wedstrijden. Litouwen is een van de Europese basketballanden. Het heeft in het verleden een keer een editie van Eurobasket vrouwen gewonnen en het land heeft in totaal twee medailles behaald in de elf deelnames aan internationale toernooien.
Voordat Litouwen deel uitmaakte van de Sovjet-Unie, participeerde het basketbalteam aan een groot toernooi, die het als tweede eindigde (Eurobasket vrouwen 1938). Na het uiteenvallen van de Sovjet-Unie sloot Litouwen zich in 1992 weer aan bij de FIBA.

## Litouwen tijdens internationale toernooien

### Wereldkampioenschap basketbal
- WK Basketbal 1998: 6e
- WK Basketbal 2002: 11e
- WK Basketbal 2006: 6e

### Eurobasket
- Eurobasket vrouwen 1938:
- Eurobasket vrouwen 1995: 5e
- Eurobasket vrouwen 1997:
- Eurobasket vrouwen 1999: 6e
- Eurobasket vrouwen 2001: 4e
- Eurobasket vrouwen 2005: 4e
- Eurobasket vrouwen 2007: 6e
- Eurobasket vrouwen 2009: 9-12 plaats
- Eurobasket vrouwen 2011: 7e
- Eurobasket vrouwen 2013: 14e
- Eurobasket vrouwen 2015: 8e